# 소개팅
소개팅(紹介 -ting)이란 서로 안면이 없는 남녀가 주선자의 소개로 일대일 만남을 갖는 것이다. '소개'라는 한국어와 한국식 영어인 '미팅'을 합쳐서 만든 말이다. 주선자는 친구, 친척, 동료, 동호회원 등 비교적 가까운 사람인 경우가 많다.

## 심리학적인 측면
심리학자는 소개팅이 가장 격한 감정의 경험 중 하나라고 말한다. 왜냐하면 양쪽 모두 자신감이 필요하고 처음 보는 상대방에 대한 두려움을 극복해내야 하기 때문이다.

## 디지털 시대에 따른 변화
일명 번개로 불리는 즉석 소개팅은 인터넷의 보급과 더불어 빠르게 유행했다. 채팅 룸, 인스턴트 메신저, 인터넷 포럼에서 활동하던 사람들이 서로 만나기로 동의하는 경우가 증가했기 때문이다. 약속이 이뤄지면 사람들은 서로에 대하여 알면서 대화할 수 있는 장소로 간다. 이러한 형태의 데이트는 당사자가 직접 만남을 결정하고 이미 인터넷에서 정보를 주고받았을 가능성이 높기 때문에 소개팅이 아니라고 볼 수도 있다. 또한 이러한 "번개"로 인해 범죄가 발생되는 경우도 있다.
최근에는 소개팅업체들의 정화 노력으로 핸드폰, 주민번호, 메일, 학력, 재직 여부 등의 여러 인증 제도를 통해 클린서비스를 제공중이나 일부 회원들로 인해 간혹 말썽이 나는 경우도 있다.

## 같이 보기
- 스피드 데이트
- 온라인 데이팅

1. ↑  Molloy, Angela. “5 Rules for Great Blind Dates”. TheStreet. 26 March 2013에 원본 문서에서 보존된 문서. 19 November 2012에 확인함.